# Патрезе, Риккардо
Рикка́рдо Патре́зе (итал. Riccardo Patrese, 17 апреля 1954, Падуя, Венеция) — итальянский автогонщик, пилот Формулы-1 с 1977 по 1993. Был обладателем рекорда по числу проведённых гонок Формулы-1, до того как в мае 2008 Рубенс Баррикелло превзошёл его достижение. Приехал на подиум в 37 Гран-при — больше, чем любой другой итальянский пилот Формулы-1, из них выиграл 6. Вице-чемпион мира Формулы-1 в 1992.

## Карьера пилота

### Shadow и Arrows
Риккардо Патрезе родился в Падуе, Венеция. Его дебют состоялся в 1977 году в команде Shadow на Гран-при Монако, когда команде потребовался новый пилот — у Ренцо Дзордзи возникли проблемы с финансированием. В конце сезона менеджер команды Джеки Оливер вместе с группой специалистов (в том числе и Патрезе) из-за разногласий с руководством покинул Shadow и основал собственную команду Arrows.
Начало выступлений в 1978 году оказалось удачным — Риккардо почти выиграл вторую гонку сезона Гран-при ЮАР, но за 15 кругов до финиша отказал двигатель. Однако затем бывший работодатель Оливера и Патрезе команда Shadow подала на них в суд, утверждая, что дизайн болида Arrows FA1 скопирован с их болида Shadow DN9. Попытки оправдаться тем, что оба болида проектировал один и тот же специалист, не были приняты во внимание, и суд принял решение о запрете использования FA1. Новый болид команде пришлось создавать в спешке — на его конструирование ушло всего 6 недель.
Позже в этом же году Патрезе был вовлечён в массовую аварию на старте Гран-при Италии. Одним из наиболее пострадавших гонщиков стал Ронни Петерсон. Травмы его не были опасными для жизни, однако ночью гонщик скончался от жировой эмболии. После аварии Джеймс Хант обвинил Патрезе в этой аварии, настроив против него также и многих гонщиков. Комментируя гонки Формулы-1 на телеканале BBC в течение 1980—1993 годов, Хант часто произносил обличительные речи в сторону итальянца в те моменты, когда он появлялся на экране. Хант утверждал, что именно Патрезе подтолкнул Макларен Ханта в сторону Лотуса Петерсона, что и стало началом массовой аварии. Патрезе в свою очередь всегда утверждал, что в момент столкновения Макларена и Лотуса уже существенно опережал их обоих. Также, в 1981 году итальянский суд после разбирательства признал и Патрезе, и стартера гонки не виновными в аварии, вследствие чего возник вопрос о том, не является ли сам Хант виновником гибели Петерсона.

## Результаты выступлений в Формуле-1
| Легенда к таблице |                                                                    |
| --- | ------------------------------------------------------------------ |
| В таблице перечислены результаты всех Гран-при Формулы-1, в которых принимал участие гонщик. Строками таблицы являются сезоны, столбцами — этапы чемпионата мира. В каждой клетке указаны сокращённое название этапа и результат, дополнительно обозначенный цветом. Расшифровка обозначений и цветов представлена в нижеследующей таблице. |                                                                    |
| \| Пример \| Описание \| \| ------------ \| ------------------------------------------------------------------ \| \| 1 \| Победитель \| \| 2 \| Второе место \| \| 3 \| Третье место \| \| 5 \| Финишировал, заработав очки \| \| Сход \| Не финишировал, но при этом заработал очки \| \| 12 \| Финишировал, не получив очков \| \| НКЛ \| Финишировал, но не попал в финальную классификацию \| \| 15 \| Участвовал вне зачёта, либо по отдельной классификации \| \| 18 \| Не финишировал, но попал в финальную классификацию \| \| Сход \| Не финишировал \| \| НКВ \| Не прошёл квалификацию \| \| НПКВ \| Не прошёл предквалификацию \| \| ДСК \| Дисквалифицирован \| \| ИСК \| Исключён из протокола соревнований \| \| ТТ \| Заявлен для участия только в тренировках \| \| НС \| Участвовал в квалификации, но не стартовал в гонке \| \| Т \| Травмирован или болен \| \| ОТК \| Отказ от участия \| \| НТР \| Прибыл на соревнования, но на трассу не выезжал \| \| НПР \| Был заявлен в числе участников, но не прибыл к началу соревнований \| \| О \| Соревнования отменены \| \| \| Не участвовал \| \| Поул-позиция \| \| \| Быстрый круг \| \| |                                                                    |
| Пример | Описание                                                           |
| 1 | Победитель                                                         |
| 2 | Второе место                                                       |
| 3 | Третье место                                                       |
| 5 | Финишировал, заработав очки                                        |
| Сход | Не финишировал, но при этом заработал очки                         |
| 12 | Финишировал, не получив очков                                      |
| НКЛ | Финишировал, но не попал в финальную классификацию                 |
| 15 | Участвовал вне зачёта, либо по отдельной классификации             |
| 18 | Не финишировал, но попал в финальную классификацию                 |
| Сход | Не финишировал                                                     |
| НКВ | Не прошёл квалификацию                                             |
| НПКВ | Не прошёл предквалификацию                                         |
| ДСК | Дисквалифицирован                                                  |
| ИСК | Исключён из протокола соревнований                                 |
| ТТ | Заявлен для участия только в тренировках                           |
| НС | Участвовал в квалификации, но не стартовал в гонке                 |
| Т | Травмирован или болен                                              |
| ОТК | Отказ от участия                                                   |
| НТР | Прибыл на соревнования, но на трассу не выезжал                    |
| НПР | Был заявлен в числе участников, но не прибыл к началу соревнований |
| О | Соревнования отменены                                              |
| | Не участвовал                                                      |
| Поул-позиция |                                                                    |
| Быстрый круг |                                                                    |

| Сезон | Команда                        | Шасси                                        | Двигатель                                  | Ш   | 1        | 2        | 3        | 4        | 5        | 6        | 7        | 8        | 9        | 10       | 11       | 12       | 13       | 14       | 15       | 16       | 17    | Место | Очки |
| ----- | ------------------------------ | -------------------------------------------- | ------------------------------------------ | --- | -------- | -------- | -------- | -------- | -------- | -------- | -------- | -------- | -------- | -------- | -------- | -------- | -------- | -------- | -------- | -------- | ----- | ----- | ---- |
| 1977  | Shadow Racing Team             | Shadow DN8                                   | Ford Cosworth 3.0 V8                       | G   | АРГ      | БРА      | ЮАР      | СШЗ      | ИСП      | МОН 9    | БЕЛ Сход | ШВЕ      | ФРА Сход | ВЕЛ Сход | ГЕР 10   | АВТ      | НИД 13   | ИТА Сход | США      | КАН 10   | ЯПО 6 | 20    | 1    |
| 1978  | Arrows Racing Team             | Arrows FA1 / Arrows A1                       | Ford Cosworth 3.0 V8                       | G   | АРГ      | БРА 10   | ЮАР Сход | СШЗ 6    | МОН 6    | БЕЛ Сход | ИСП Сход | ШВЕ 2    | ФРА 8    | ВЕЛ Сход | ГЕР 9    | АВТ Сход | НИД Сход | ИТА Сход | США      | КАН 4    |       | 12    | 11   |
| 1979  | Warsteiner Arrows Racing Team  | Arrows A1 / Arrows A2                        | Ford Cosworth 3.0 V8                       | G   | АРГ НС   | БРА 9    | ЮАР 11   | СШЗ Сход | ИСП 10   | БЕЛ 5    | МОН Сход | ФРА 14   | ВЕЛ Сход | ГЕР Сход | АВТ Сход | НИД Сход | ИТА 13   | КАН Сход | США Сход |          |       | 20    | 2    |
| 1980  | Warsteiner Arrows Racing Team  | Arrows A3                                    | Ford Cosworth 3.0 V8                       | G   | АРГ Сход | БРА 6    | ЮАР Сход | СШЗ 2    | БЕЛ Сход | МОН 8    | ФРА 9    | ВЕЛ 9    | ГЕР 9    | АВТ 14   | НИД Сход | ИТА Сход | КАН Сход | США Сход |          |          |       | 9     | 7    |
| 1981  | Warsteiner Arrows Racing Team  | Arrows A3                                    | Ford Cosworth 3.0 V8                       | M P | СШЗ Сход | БРА 3    | АРГ 7    | САН 2    | БЕЛ Сход | МОН Сход | ИСП Сход | ФРА 14   | ВЕЛ 10   | ГЕР Сход | АВТ Сход | НИД Сход | ИТА Сход | КАН Сход | СИЗ 11   |          |       | 11    | 10   |
| 1982  | Parmalat Racing Team           | Brabham BT50 / Brabham BT49D / Brabham BT49C | BMW M12 1.5 L4T / Ford Cosworth 3.0 V8     | G   | ЮАР Сход | БРА Сход | СШЗ 3    | САН      | БЕЛ Сход | МОН 1    | ДЕТ Сход | КАН 2    | НИД 15   | ВЕЛ Сход | ФРА Сход | ГЕР Сход | АВТ Сход | ШВА 5    | ИТА Сход | СИЗ Сход |       | 10    | 21   |
| 1983  | Fila Sport                     | Brabham BT52 / Brabham BT52B                 | BMW M12 1.5 L4T                            | M   | БРА Сход | СШЗ 10   | ФРА Сход | САН Сход | МОН Сход | БЕЛ Сход | ДЕТ Сход | КАН Сход | ВЕЛ Сход | ГЕР 3    | АВТ Сход | НИД 9    | ИТА Сход | ЕВР 7    | ЮАР 1    |          |       | 9     | 13   |
| 1984  | Benetton Team Alfa Romeo       | Alfa Romeo 184T                              | Alfa Romeo 890T 1.5 V8T                    | G   | БРА Сход | ЮАР 4    | БЕЛ Сход | САН Сход | ФРА Сход | МОН Сход | КАН Сход | ДЕТ Сход | ДАЛ Сход | ВЕЛ 12   | ГЕР Сход | АВТ 10   | НИД Сход | ИТА 3    | ЕВР 6    | ПОР 8    |       | 13    | 8    |
| 1985  | Benetton Team Alfa Romeo       | Alfa Romeo 185T / Alfa Romeo 184T            | Alfa Romeo 890T 1.5 V8T                    | G   | БРА Сход | ПОР Сход | САН Сход | МОН Сход | КАН 10   | ДЕТ Сход | ФРА 11   | ВЕЛ 9    | ГЕР Сход | АВТ Сход | НИД Сход | ИТА Сход | БЕЛ Сход | ЕВР 9    | ЮАР Сход | АВС Сход |       | -     | 0    |
| 1986  | Motor Racing Developments Ltd. | Brabham BT55 / Brabham BT54                  | BMW M12 1.5 L4T                            | P   | БРА Сход | ИСП Сход | САН 6    | МОН Сход | БЕЛ 8    | КАН Сход | ДЕТ 6    | ФРА Сход | ВЕЛ Сход | ГЕР Сход | ВЕН Сход | АВТ Сход | ИТА Сход | ПОР Сход | МЕК 13   | АВС Сход |       | 17    | 2    |
| 1987  | Motor Racing Developments Ltd. | Brabham BT56                                 | BMW M12 1.5 L4T                            | G   | БРА Сход | САН 9    | БЕЛ Сход | МОН Сход | ДЕТ 9    | ФРА Сход | ВЕЛ Сход | ГЕР Сход | ВЕН 5    | АВС Сход | ИТА Сход | ПОР Сход | ИСП 13   | МЕК 3    | ЯПО 11   |          |       | 13    | 6    |
| 1987  | Canon Williams Honda           | Williams FW11B                               | Honda RA167E 1.5 V6T                       | G   |          |          |          |          |          |          |          |          |          |          |          |          |          |          |          | АВС 9    |       | 13    | 6    |
| 1988  | Canon Williams Team            | Williams FW12                                | Judd CV 3.5 V8                             | G   | БРА Сход | САН 13   | МОН 6    | МЕК Сход | КАН Сход | ДЕТ Сход | ФРА Сход | ВЕЛ 8    | ГЕР Сход | ВЕН 6    | БЕЛ Сход | ИТА 7    | ПОР Сход | ИСП 5    | ЯПО 6    | АВС 4    |       | 11    | 8    |
| 1989  | Canon Williams Team            | Williams FW12C / Williams FW13               | Renault RS1 3.5 V10                        | G   | БРА Сход | САН Сход | МОН 15   | МЕК 2    | США 2    | КАН 2    | ФРА 3    | ВЕЛ Сход | ГЕР 4    | ВЕН Сход | БЕЛ Сход | ИТА 4    | ПОР Сход | ИСП 5    | ЯПО 2    | АВС 3    |       | 3     | 40   |
| 1990  | Canon Williams Renault         | Williams FW13B                               | Renault RS2 3.5 V10                        | G   | США 9    | БРА 13   | САН 1    | МОН Сход | КАН Сход | МЕК 9    | ФРА 6    | ВЕЛ Сход | ГЕР 5    | ВЕН 4    | БЕЛ Сход | ИТА 5    | ПОР 7    | ИСП 5    | ЯПО 4    | АВС 6    |       | 7     | 23   |
| 1991  | Canon Williams Renault         | Williams FW14                                | Renault RS3 3.5 V10                        | G   | США Сход | БРА 2    | САН Сход | МОН Сход | КАН 3    | МЕК 1    | ФРА 5    | ВЕЛ Сход | ГЕР 2    | ВЕН 3    | БЕЛ 5    | ИТА Сход | ПОР 1    | ИСП 3    | ЯПО 3    | АВС 5    |       | 3     | 53   |
| 1992  | Canon Williams Renault         | Williams FW14B                               | Renault RS3C 3.5 V10 / Renault RS4 3.5 V10 | G   | ЮАР 2    | МЕК 2    | БРА 2    | ИСП Сход | САН 2    | МОН 3    | КАН Сход | ФРА 2    | ВЕЛ 2    | ГЕР 8    | ВЕН Сход | БЕЛ 3    | ИТА 5    | ПОР Сход | ЯПО 1    | АВС Сход |       | 2     | 56   |
| 1993  | Camel Benetton Ford            | Benetton B193 / Benetton B193B               | Ford HB 3.5 V8                             | G   | ЮАР Сход | БРА Сход | ЕВР 5    | САН Сход | ИСП 4    | МОН Сход | КАН Сход | ФРА 10   | ВЕЛ 3    | ГЕР 5    | ВЕН 2    | БЕЛ 6    | ИТА 5    | ПОР 16   | ЯПО Сход | АВС 8    |       | 5     | 20   |